# Лютетсбург
Лютетсбург (нім. Lütetsburg) — громада в Німеччині, розташована в землі Нижня Саксонія. Входить до складу району Аурих. Складова частина об'єднання громад Гаге.
Площа — 16,73 км2. Населення становить 728 ос. (станом на 31 грудня 2021).